# Hrabstwo Hillsborough (Floryda)
Hillsborough – hrabstwo w stanie Floryda w USA. Populacja liczy 1 229 226 mieszkańców (stan według spisu z 2010 roku).
Powierzchnia hrabstwa to 3279 km² (w tym 558 km² stanowią wody). Gęstość zaludnienia wynosi 451,6 osoby/km².

## Miejscowości
- Plant City
- Tampa
- Temple Terrace

## CDP
- Apollo Beach
- Balm
- Bloomingdale
- Brandon
- Carrollwood
- Cheval
- Citrus Park
- Dover
- East Lake-Orient Park
- Egypt Lake-Leto
- Fish Hawk
- Gibsonton
- Keystone
- Lake Magdalene
- Lutz
- Mango
- Northdale
- Palm River-Clair Mel
- Pebble Creek
- Progress Village
- Riverview
- Ruskin
- Seffner
- Sun City Center
- Thonotosassa
- Town 'n' Country
- University
- Valrico
- Westchase
- Wimauma